# Airline Disaster
Airline Disaster is een Amerikaanse film uit 2010 van The Asylum met Meredith Baxter en Lindsey McKeon.

## Verhaal
Presidente Harriet Franklin komt voor een lastige keuze te staan als een groep terroristen een vliegtuig kaapt. Haar broer is de piloot van dit vliegtuig, en Franklin zal dus moeten kiezen tussen haar broer, en de veiligheid van de steden waar het vliegtuig overheen vliegt.

## Rolverdeling
| Acteur            | Personage                  |
| ----------------- | -------------------------- |
| Meredith Baxter   | President Harriet Franklin |
| Lindsey McKeon    | Gina Vitale                |
| Scott Valentine   | Joseph Franklin            |
| Geoff Meed        | Robert Stevens             |
| Jude Gerard Prest | Bill Alexander             |